# Верхний Эйссел
Верхний Эйссел (фр. Yssel-Supérieur) — административная единица Первой французской империи, располагавшаяся на части земель современной нидерландской провинции Гелдерланд. Департамент назван по реке Эйссел.
Департамент был создан 1 января 1811 года, после того как Королевство Голландия было аннексировано Францией.
После разгрома Наполеона эти земли вошли в состав Объединённого королевства Нидерландов.